# Marche (juridiction)
Pour les articles homonymes, voir Marche.
 (juin 2015).
Si vous disposez d'ouvrages ou d'articles de référence ou si vous connaissez des sites web de qualité traitant du thème abordé ici, merci de compléter l'article en donnant les références utiles à sa vérifiabilité et en les liant à la section « Notes et références ».

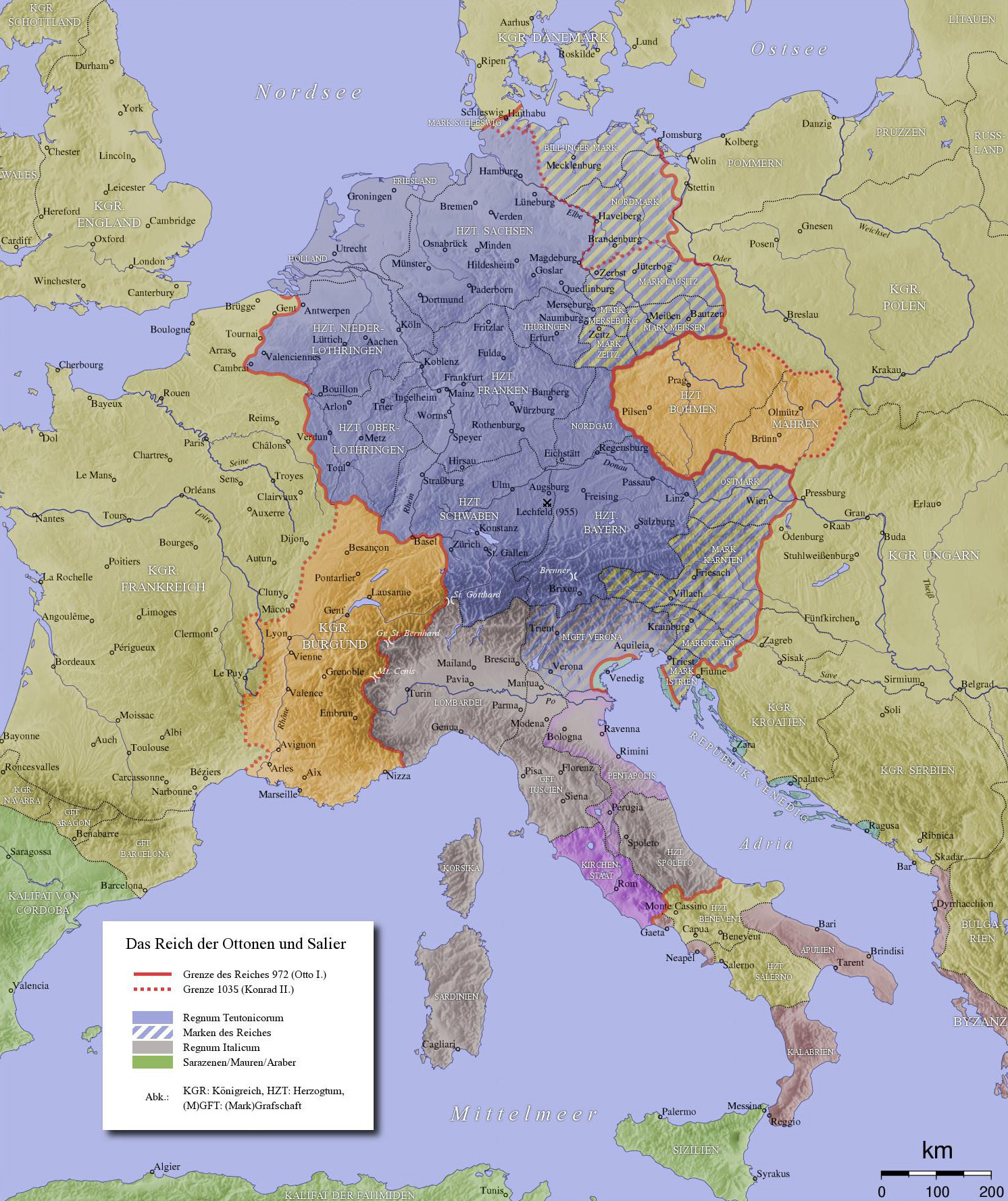
Carte du Saint-Empire romain germanique vers 1000. Les marches de l'est sont indiquées en hachures bleues.

Au haut Moyen Âge, une marche est un fief créé dans une zone frontalière, soit après conquête, soit par détachement d'un autre territoire, et auquel le souverain attribue une fonction particulière de défense contre les territoires voisins.
Les marches désignent à l'origine de nombreux territoires frontaliers de l'Empire carolingien. Par extension, le terme a également désigné une province frontalière, militarisée ou non.
La marche est l'ancêtre du marquisat ou du margraviat.

## Étymologie
Le terme provient du proto-germanique *marko ou *marka, de l'oïl marche signifiant « pays de frontière , région , contrée , lisières d'un bois , hameau écarté ». Il dérive lui-même de la racine proto-indo-européenne *mereg-, signifiant « bord » ou « frontière ». Cette origine se retrouve dans le latin margo, « marge ».

## Titres attachés aux marches
Les titres de marquis et margrave tirent leurs origines des seigneurs féodaux qui occupaient les positions dans les zones frontalières.

## Exemples de marches

### Empire carolingien et États successeurs

#### Empire carolingien
- La marche danoise
- La marche saxonne
- La marche franconienne
- La marche des Avars (qui forma plus tard le margraviat d'Autriche)
- La marche de Pannonie
- La marche carantanienne
- Le Steiermark (la Styrie)
- La marche du Frioul
- La marche d'Espagne
- La marche de Bretagne

#### Francie occidentale
En 861, Charles le Chauve crée deux marches afin de protéger son royaume des guerriers de Bretagne et Normandie. En 863, il crée également la marche de Flandres :
- la marche de Neustrie (861-987), constituée de zones tampons avec les Bretons et les Normands, annexées finalement au royaume de France :
  - la seconde marche de Bretagne,
  - la marche de Normandie ;
- la marche de Flandre (863-877), dégradée ensuite en comté ;
- la marche de Gothie, devenu marche d'Espagne ;
- la marche de Provence, qui a donné lieu au marquisat de Provence.

#### Francie orientale

Le Saint-Empire vers l'an mil : les marches à l'est de l'ancienne Francie orientale en vert.

Au début de son règne de roi de Francie orientale, Otton Ier réorganise son royaume afin de préparer une expansion vers l'est. En 937, il crée deux marches : la marche des Billung, confiée au princeps militiae Hermann Billung, et la marche de Géro, attribuée à Gero. En 961, lorsque Billung devient duc de Saxe, sa marche est fusionnée avec son duché. Dans le cas de Gero, Otton Ier, alors empereur, décide la division de ses territoires, considérablement étendus depuis 937. Après sa victoire sur les Magyars à la bataille du Lechfeld en 955, le roi Otton Ier et ses successeurs créèrent d'autres marches à l'est du duché de Bavière jusqu'à la limite avec le royaume de Hongrie.
Les différentes marches saxonnes du Nord-Est sont :
- la marche des Billung (937-961), créée à partir du duché de Saxe, puis fusionnée à nouveau ; le territoire fut perdu en 983, sous la domination de la maison de Mecklembourg au XIIe siècle ;
- la marche de Géro (en latin : marca Geronis, 937-965), créée à partir de la Saxe, puis découpée en cinq marches :
  - la marche du Nord (Nordmark), perdue en 983, devenue la marche de Brandebourg sous Albert l'Ours de la maison d'Ascanie en 1157,
  - la marche de l'Est saxonne (Ostmark), découpée en 1123 en :
    - le margraviat de Landsberg, revient à la marche de Misnie en 1347,
    - la marche de Lusace (Mark Lausitz), l'actuelle région de Basse-Lusace, sous la domination de la maison de Wettin,

  - la marche de Misnie (Markgrafschaft Meißen, 965-1423), anciennement la marche de Thuringe, sous la domination des Wettin, fusionnée avec l'électorat de Saxe ;
  - la marche de Mersebourg (Mark Merseburg, 965-982), annexée à la marche de Misnie ;
  - la marche de Zeitz (Mark Zeitz, 965-979), annexée à la marche de Misnie

Les marches bavaroises au sud-est :
- le margraviat d'Autriche (en latin : marc(h)a Orientalis, 976-1156), sous la domination de la maison de Babenberg, élevée en duché d'Autriche par le Privilegium Minus en 1156.
- Les marches du duché de Carinthie créé en 976 :
  - la marche de Styrie ou marche sur la Mur (Mark an der Mur, 976-1180), élevée en duché de Styrie,
  - la marche windique (Windische Mark, 976-1036), fusionnée avec la Carniole,
  - la marche de Carniole (Mark Krain, 976-1364), élevée en duché de Carniole.

Marches ultérieures :
- le margraviat de Bade (1112-1803), érigé dans l'ancien duché de Souabe par la maison de Zähringen, descendants des margraves de Vérone ;
- le margraviat de Moravie (1182-1918), créé par Frédéric Barberousse à l'est du duché de Bohême en apanage aux princes Přemyslides ;
- les princes d'Ansbach (1398-1792) et de Bayreuth (1398-1791) en Franconie, de la maison de Hohenzollern, portèrent le titre de margrave dérivé de celui de leur cousins en Brandebourg.

#### Royaume d'Italie
- La marche d'Ancône
- La marche de Canossa
- La marche de Frioul (776-927)
- La marche d'Istrie (1040-1208), créée à partir du Frioul, élevée au duché de Méranie au XIIe siècle, cédée au patriarcat d'Aquilée
- La marche d'Ivrée (888-1015)
- La marche de Pannonie, établie au IXe siècle pour lutter contre l'influence de la Grande-Moravie, dissoute dès que cette influence décroît
- La marche de Spolète
- La marche de Toscane (931-1173)
- La Marche trévisane
- La marche de Turin
- La marche de Vérone dans le Nord-Est du royaume d'Italie, créée en 952, sous la domination des ducs de Carinthie à partir de 976, en grande partie au patriarcat d'Aquilée en 1077
- L'Ostmark ou marche de l'Est bavaroise (976), devenue plus tard Autriche

### France
En France, le terme a désigné les terres aux confins de deux fiefs, dont les droits étaient partagés.

#### Bretagne-Poitou
Les marches Bretagne-Poitou sont subdivisées en :
- marches avantagères de la Bretagne ;
- marches avantagères du Poitou ;
- Basses Marches communes ;
- Hautes Marches communes.

#### Poitou-Limousin-Bourbonnais
Le comté de la Marche est une région correspondant aujourd'hui à la partie nord du Limousin. On y distinguait :
- la Basse Marche au nord-ouest, qui était liée au Poitou ;
- la Haute Marche au nord-est, qui était liée au Bourbonnais.

#### Île de France-Champagne
Les marches séparantes forment un territoire que se disputaient le roi de France et le comte de Champagne depuis le XIe siècle jusqu'à la fin du XIIIe siècle. Ces marches sont situées actuellement à l'est de la Seine-et-Marne.

#### Savoie - Dauphiné
La commune des Marches fut fondée et fortifiée en 1300 par le comte Amédée V pour défendre la frontière sud du comté de Savoie face au Dauphiné voisin. Le Dauphiné devenu français en 1349, la commune continua de marquer la frontière avec la France jusqu'à l'annexion de la Savoie en 1860. Aujourd'hui, l'ancien poste de douane, les bornes frontières (datant de 1822) et l'actuelle limite entre les deux départements de la Savoie et de l'Isère (qui passe au milieu du hameau de Saint-André) sont des témoins de ce passé.

#### Autres
D'autres territoires avaient des droits partagés, par exemple Moulins-la-Marche dans l'Orne.
- Vexin-Normandie
- Neuf-Marché

### Îles Britanniques
La Mercie est un ancien royaume anglo-saxon situé dans les midlands de l'Angleterre. Ce nom provient du vieil anglais et désigne le « peuple des frontières ». Par latinisation du terme anglo-saxon mearc, les zones frontalières entre l'Angleterre et le pays de Galles furent collectivement connues comme marches de Galles (marchia Wallia). Les marches d'Écosse désignent les régions de part et d'autre de la frontière entre l'Angleterre et l'Écosse.
Le titre de gardien des Marches (Lord Warden of the Marches en anglais) était une fonction officielle aux cours d'Angleterre au Moyen Âge. Ses titulaires avaient la charge d'assurer la sécurité de la frontière entre les deux nations et prenaient souvent part aux campagnes militaires.

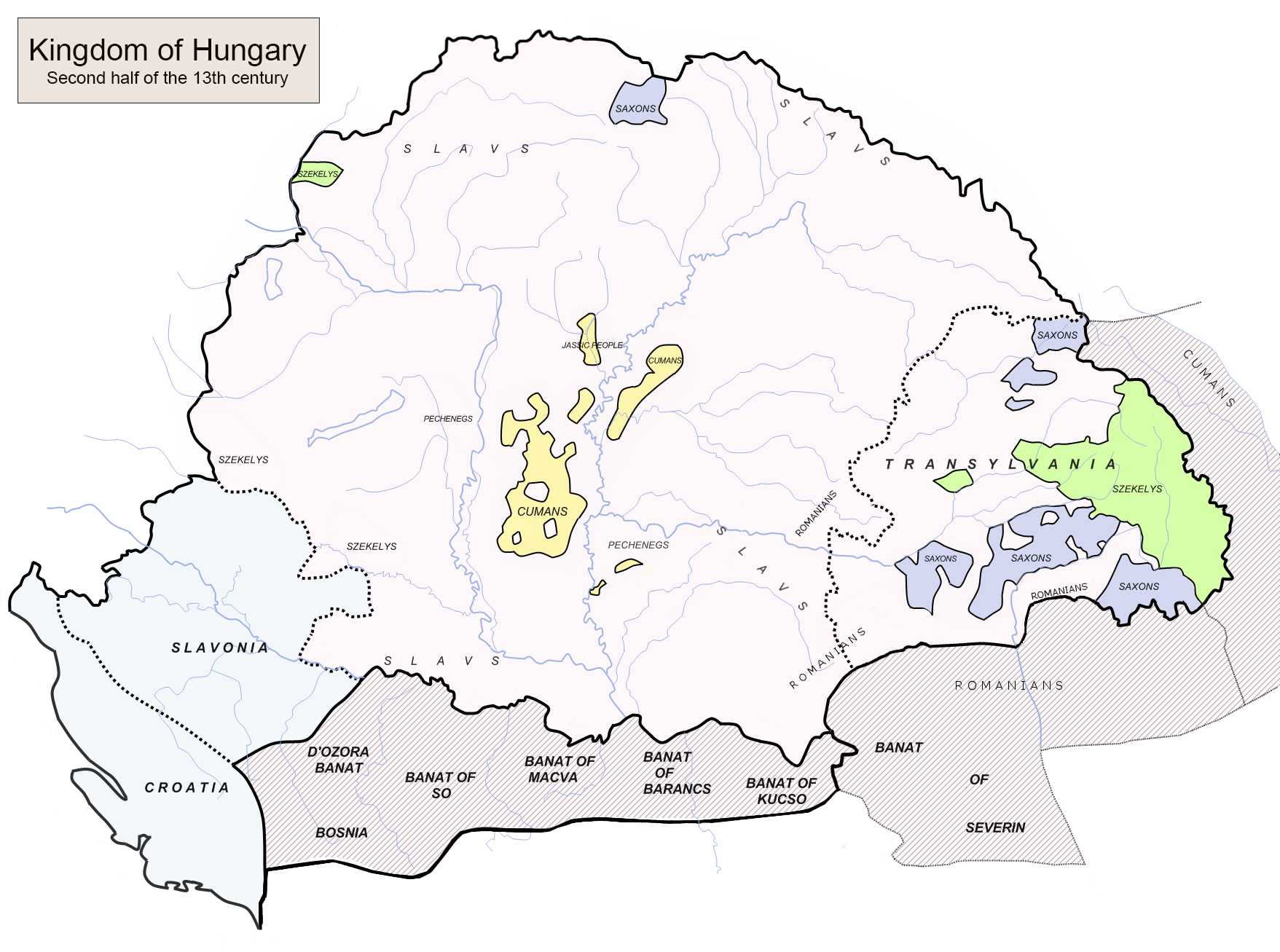
Carte de la Hongrie et de ses marches au XIIIe siècle : la Croatie-Slavonie en bleu clair, les Coumans en jaune, les banats orthodoxes en hachuré gris, les « sièges » Sicules en vert et Saxons de Transylvanie et d'ailleurs en violet.

### Scandinavie
En vieux norrois, mark signifie « terres frontalières » et « forêt » (le terme norvégien actuel signifie « sol »). Le terme apparaît dans les comtés de Finnmark (« terres ou forêts des Samis »), Hedmark (« terres de la tribu heiðnir »), Telemark (« terres de la tribu þelir ») et bien sûr dans Danemark.
Les forêts entourant les villes norvégiennes sont appelées marka, les marches. Celles entourant Oslo portent le nom de Nordmarka, Østmarka et Vestmarka, c'est-à-dire marches du Nord, de l'Est et de l'Ouest.
Le Markland est le nom donné à une terre inconnue, découverte par Leif Erikson lors de son exploration de l'Amérique du Nord narrée dans la saga des Groenlandais.

### Europe centrale et orientale
À la suite des marches orientales du Saint-Empire romain germanique, certaines composantes territoriales de l'empire des Habsbourg (devenu empire d'Autriche puis Autriche-Hongrie) comme la Moravie ou la Bucovine furent, selon les périodes, titrées comme marches, ainsi que les confins militaires (Militär-Grenze en allemand ou Krajina : « marche-frontière » dans les langues slaves, de même étymologie que le titre de kraï dans l'Empire russe et que le nom de l'Ukraine).
Dans le royaume de Hongrie, « marche » se disait bánság ou méltóság, en français « banat », ce titre se répand au sud-ouest du royaume en Croatie, Slavonie et Dalmatie, ainsi que chez les vassaux orthodoxes du Sud-Est, serbes ou roumains (banats d'Ozora, de Só, de Macsó, de Barancs, de Kucsó, de Temesvár, de Szörény ou de Krájovár).